# Oeschbergschnitt
Der Oeschbergschnitt ist eine Schnitt-Methode zur Erziehung großkroniger Obstbäume (Hochstämme, Halbstämme), die bereits Ende der 1920er-Jahre von Hans Spreng an der Kantonalen Obst- und Gartenbauschule Oeschberg entwickelt wurde.

## Vorgeschichte
Sprengs Vater lernte die Grundlagen des Obstbaumschnitts zu Beginn des 20. Jahrhunderts bei Nicolas Gaucher in Stuttgart kennen und trug zur Verbreitung dessen Schnitttechnik (sogenannter Alt-Württemberger Schnitt) in der Schweiz bei. Doch bald wurden Mängel in Gauchers Methodik offensichtlich: Durch die Erziehung von bis zu einem Dutzend gleichberechtigter, in mehreren Etagen angeordneter Gerüstäste war es kaum möglich, einheitliche und stabile Kronen aufzubauen. Die Vielzahl der Äste verhinderte, dass sich der einzelne Ast ausreichend kräftigen konnte. Das Motto könnte lauten: „Viel Holz, viele Früchte, viel Geld!“
Durch die Last der Erträge sinken die Äste in solchen Kronen bald ab, was zu schwer kontrollierbaren Überbauungen in den oberen Kronenpartien führt und den ursprünglichen Kronenaufbau gefährdet. Eine Verschattung der unteren Kronenbereiche ist die unweigerliche Folge. Es entstehen meist schirmartige Kronen, die für eine rationelle Obstproduktion völlig ungeeignet sind: Die „produktive Zone“ verlagert sich stetig nach oben, unter dem Schirm wächst ein hoher Prozentsatz an Schattenfrüchten. Durch Lichtmangel verkahlen die unteren Bereiche oder sterben gar ab. Bei hohen Obsterträgen müssen künstliche Stützvorrichtungen die Last aufnehmen, um Schäden an den Bäumen zu vermeiden.

## Entwicklung des Oeschbergschnitts

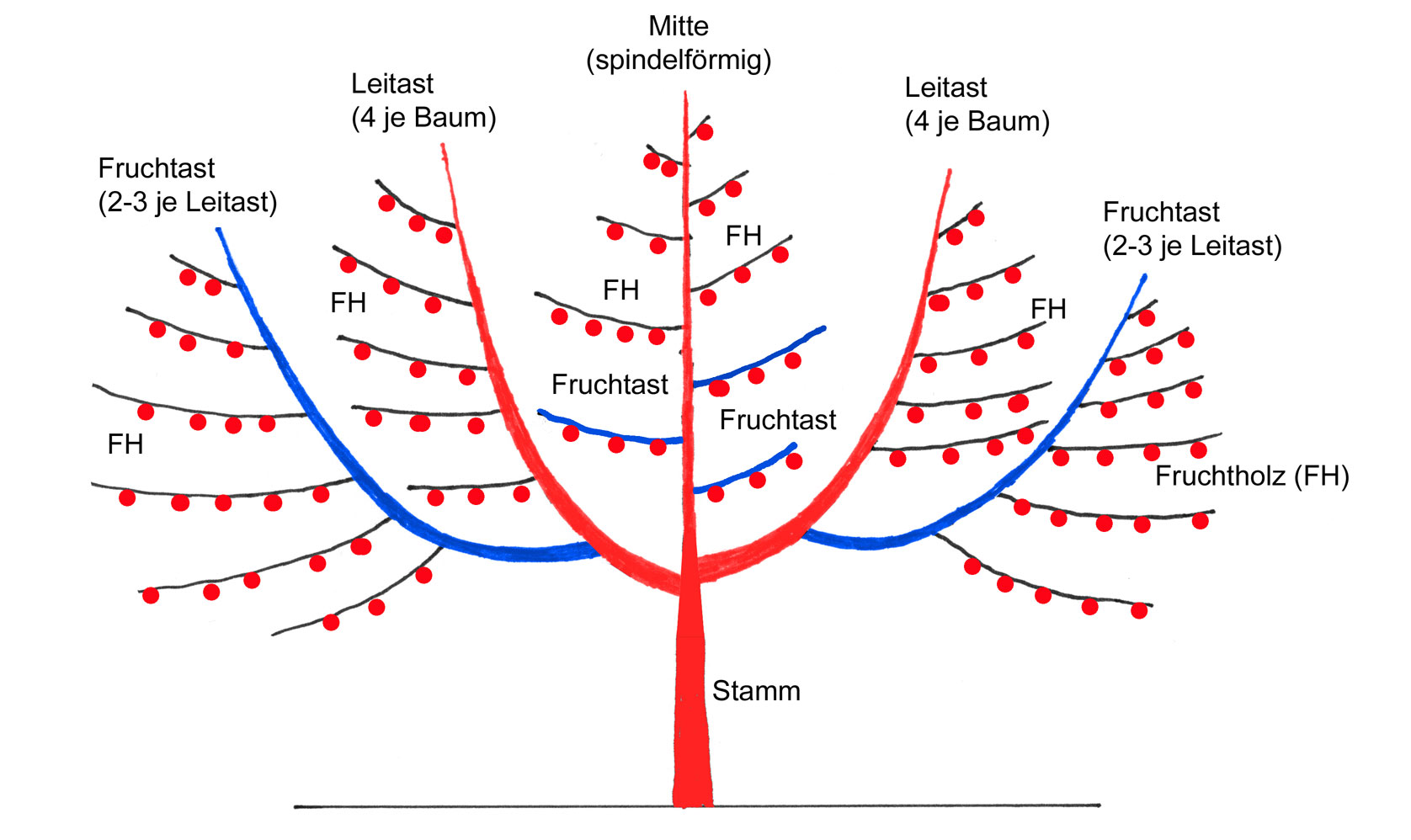
Schematischer Aufbau einer Oeschbergkrone; Schnittdarstellung

Es gelang Spreng, durch die fortwährende Erziehung von drei oder vier relativ steilen, selbsttragenden Leitästen und eines
Mitteltriebes ein stabiles Kronengerüst zu entwickeln, das es ermöglicht, die Obstbäume bis ins hohe Alter in einem Zustand zu halten, der einer gut gebauten, jugendlichen Naturkrone nahekommt. Durch einen jährlichen Rückschnitt der Leitäste und der Kronenmitte werden diese gestärkt, ein Abkippen wird erfolgreich verhindert. Der einmal angelegte Kronenaufbau wird in seiner Form grundsätzlich bis zum Ende des Baumlebens beibehalten, nur die Ausmaße ändern sich.
Die Erziehung weiterer Leitastebenen an der Mitte wurde von Spreng aufgegeben, da diese die unterste bedrängt und durch Beschattung unterdrückt. Stattdessen wird der Mitteltrieb wie eine sich nach oben verjüngende Spindel aufgebaut, an der sich nur untergeordnete Fruchtäste und Fruchtholz befinden.
Die Oeschbergtechnik schenkt der Entwicklung des Fruchtholzes im Kronenaufbau besondere Aufmerksamkeit. So werden zusätzlich an den Leitästen nach außen mindestens drei weitere selbsttragende Gerüstelemente, sogenannte Begleitende Fruchtäste, aufgebaut und durch Anschnitt gefördert. Diese Begleitenden Fruchtäste bleiben auf Dauer erhalten. An den Leit- und Fruchtästen befindet sich das produktive Fruchtholz, welches durch „Fruchtbogenverjüngung“ einen regelmäßigen Austausch erfährt.
Spreng unterscheidet somit systematisch das dauerhafte, unumstößliche Kronengerüst des Baumes vom Fruchtholz, das durch den Schnitt in einem jungen und produktiven Zustand gehalten wird.
Die bei starkwüchsigen Obstbäumen in besonderem Maße vorhandenen Energiereserven werden beim Oeschbergschnitt geschickt in die Entwicklung breiter Obstkronen investiert. Eine Oeschbergkrone ermöglicht eine relativ bodennahe Ernte, das Eindringen des Sonnenlichts bis in die untersten Kronenpartien ist gewährleistet. Der Baum ist in allen Kronenbereichen gleichmäßig produktiv, der Prozentsatz an optimal ausgereiften Früchten ist hoch. Das Motto könnte lauten: „Wenig Äste, viel Licht, und nur das Licht produziert vor allem Qualität“.

## Veröffentlichungen

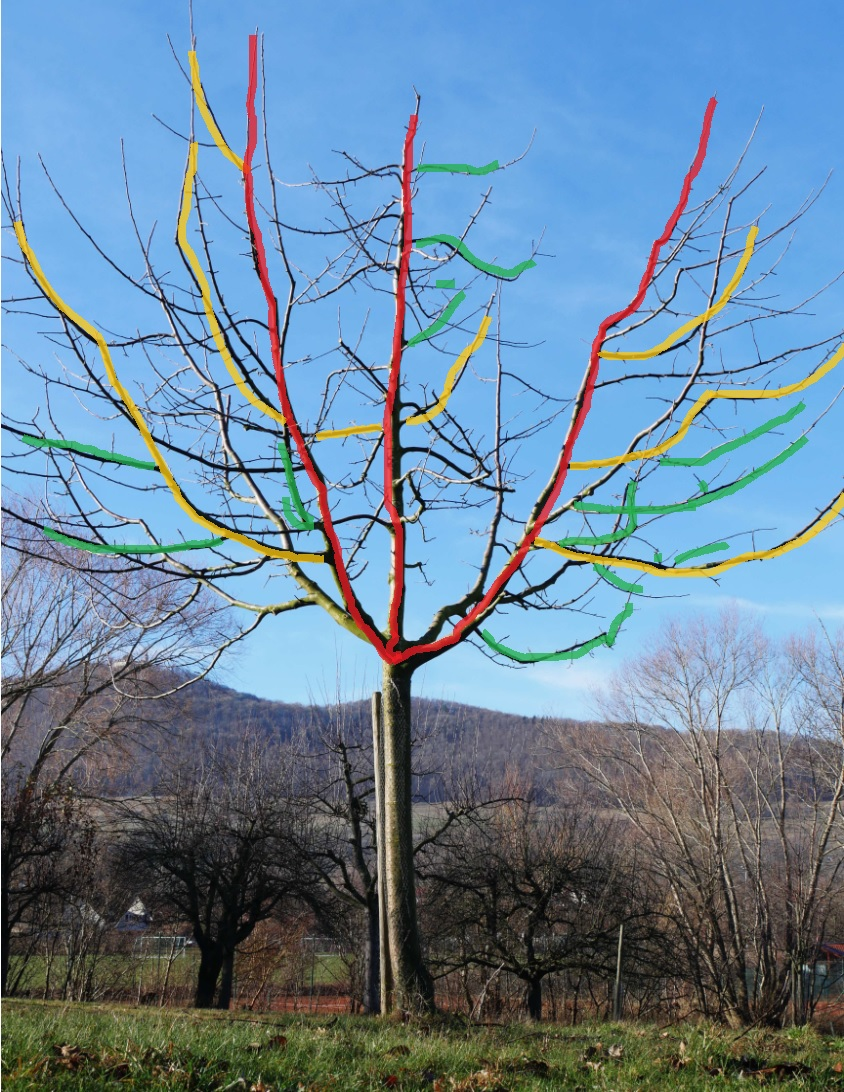
Rot: Leitäste, Stammverlängerung, gelb: Begleitende Fruchtäste, grün: Fruchtholz (exemplarisch), Quelle: Rudolf Thaler (bearbeitet)

Im Jahre 1938 erschien mit der Broschüre Neuzeitliche Kronenpflege der Obstbäume – Oeschberg-Schnitt von Hans Spreng erstmals eine umfassende Beschreibung des Oeschbergschnitts in der Schweiz. Spreng aktualisierte diese Broschüre, welche er selbst in der ersten Auflage „Bilderbüchlein“ nannte, mehrfach. 1953 erschien die sechste und letzte Auflage der Broschüre. Der Begriff Bilderbüchlein ist deshalb so passend, weil Spreng in seinen Broschüren eine Vielzahl von Bildern geschnittener Oeschberg-Kronen unterschiedlichen Alters darstellt und beschreibt.
Ein Artikel von Spreng wurde 1942 in Möllers Deutscher Gärtnerzeitung veröffentlicht. 1947 erschien der Artikel Einheitlichkeit im Kronenaufbau von J. Jans, Obstbaulehrer in Gelfingen, in welchem die Grundstruktur der idealen Oeschberg-Krone sehr differenziert und ausführlich beschrieben wird.

Bereits 1949 beurteilte der ehemalige Bayerische Landesinspektor für Obst- und Gartenbau, Rudolf Trenkle in seinem Obstbau-Lehrbuch diese Schnitttechnik sehr positiv: 

„Wenn der Oeschbergschnitt schon beim Aufbau der jungen Krone Anwendung findet, so erreicht man mit diesem Verfahren zweifellos eine für die Qualitätserzeugung sehr geeignete Baumkrone und braucht selbst bei starkem Fruchtbehang keine oder nur wenig Baumstützen. Letzterer Vorteil ist nicht zu unterschätzen.“

Rudolf Metzner widmete 1966 dem Oeschbergschnitt in dem Standardwerk Das Schneiden der Obstbäume und Beerensträucher noch ein eigenes Kapitel, allerdings basiert auch das vorhergehende Kapitel zur Erziehung einer „naturgemäßen Krone in breitpyramidaler Form“ weitestgehend auf der Methode aus der Schweiz, was durch mehrere Fotos „mustergültiger“ Bäume von Hans Spreng unterstrichen wird.

In der 14. Auflage vorgenannten Werkes aus dem Jahre 1979 

„[...] wird nicht mehr unterschieden zwischen dem Oeschbergschnitt und einem weiteren zweckmäßigen pyramidalen Kronenaufbau.“

 Die Abbildungen der Musterbäume stammen erneut von Hans Spreng.
Obwohl sich viele auf dem heutigen Markt befindliche Bücher zum Obstbaumschnitt stark an der Schweizer Methode orientieren und wie Metzner deren Kronenaufbau übernehmen, wird der Begriff Oeschbergschnitt häufig vermieden. Stattdessen wird meist der schwammige Begriff „Pyramidenkrone“ verwendet oder es wird von Rundkronen gesprochen. Unter Pyramidenkronen verstand man aber ursprünglich die im 18. und 19. Jahrhundert beliebten Formobstbäume mit kurzem Fruchtholz.
Später wurde der Begriff auf alle rundformierten Obstbäume mit Mitteltrieb übertragen, im Gegensatz zur „Hohlkrone“, die ohne letzteren aufgebaut ist. Im Übrigen ist eine Pyramide ein geometrischer Körper mit eckiger Grundfläche; „stumpfer Kegel“ würde wohl besser zur Form einer Obstbaumkrone passen.

## Verbreitung

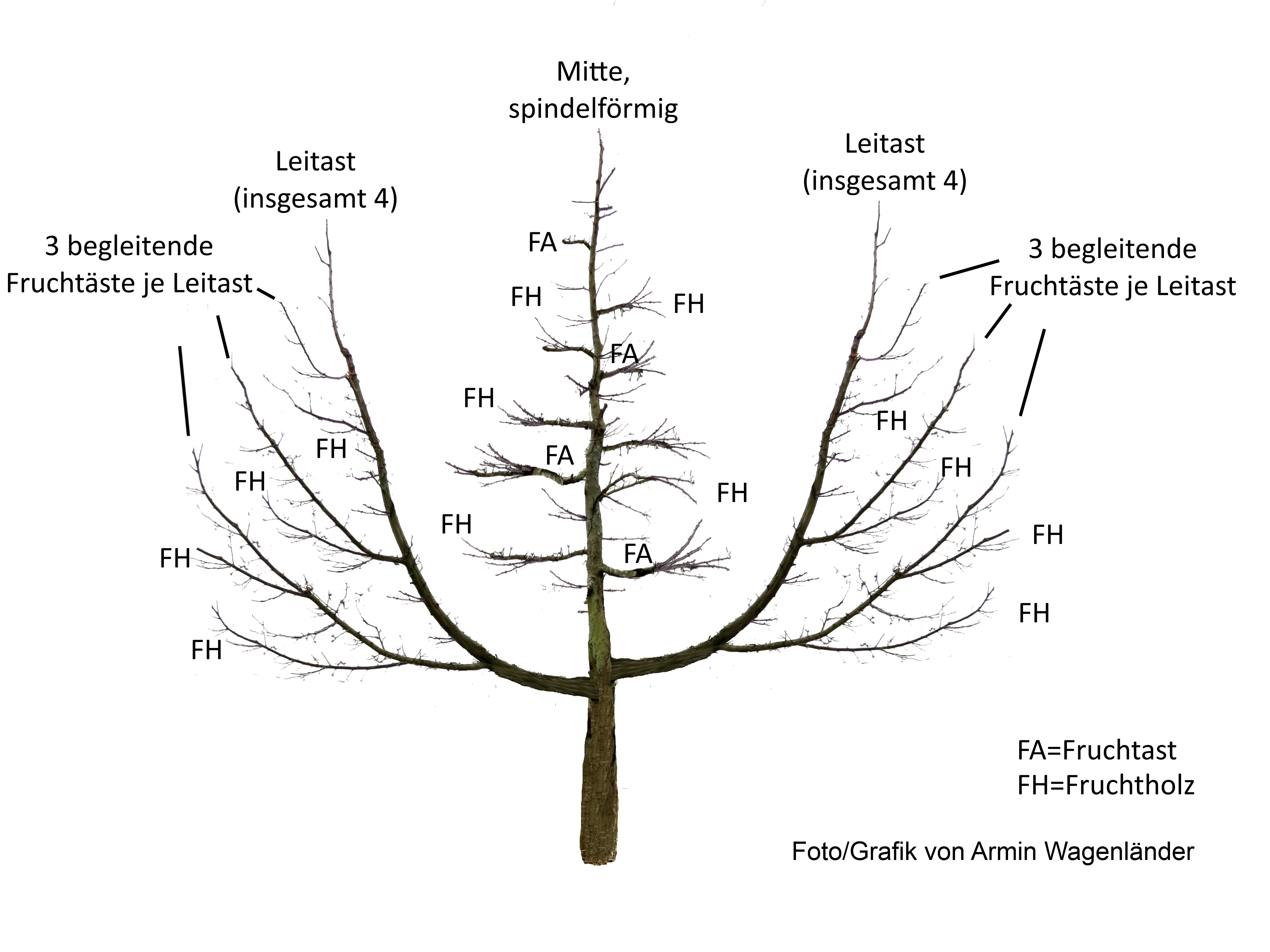
Oeschbergkrone in idealisierter Form

Es herrscht gelegentlich die Meinung vor, der Oeschbergschnitt stehe entgegen den „amtlichen“ Lehrmeinungen im Obstbau. Mitunter umgibt den Oeschbergschnitt in Deutschland die Aura des Revolutionären. Dies könnte mit der Person des „Remstal-Rebellen“ Helmut Palmer zusammenhängen, der nach 1950 diese Technik, die er selbst in der Schweiz erlernen konnte, in Baden-Württemberg perfektioniert und auch unablässig propagiert hat. Aufgrund seiner nicht immer diplomatischen Art hat er viele Fachleute vor den Kopf gestoßen, was für die Verbreitung der Oeschbergtechnik möglicherweise nicht nur förderlich war.
Hierzu muss bemerkt werden, dass auch in Deutschland die Entwicklung der Schnitttechnik früh ähnliche Wege ging wie in der Schweiz. Dies kann man anhand der Obstbauliteratur aus den 1930er- und 1940er-Jahren erkennen. So sehen abgebildete Jungbäume im Standardwerk Obstbau von Friedrich Hilkenbäumer aus dem Jahr 1944 den Schweizer Oeschberg-Bäumen relativ ähnlich. Das Verharren auf der Notwendigkeit weiterer Leitastebenen hat jedoch die Entwicklung leistungsfähiger Kronen älterer Bäume stark behindert. Es finden sich überzeugende, großkronige Obstbäume in der deutschen Obstbau-Fachliteratur dieser Zeit, unter anderem bei Hans Spreng (diverse Veröffentlichungen ab 1938), J. Jans (1947) und Helmut Palmer (diverse Veröffentlichungen ab 1952).
Auch in neuester Fachliteratur wird meist bei der Darstellung ausgewachsener Obstbäume auf Zeichnungen zurückgegriffen, wie zum Beispiel in Lucas’ Anleitung zum Obstbau (2002) oder Obstbaumschnitt von Heiner Schmid (1979–2007). Eine Ausnahme stellen hier die beiden Bücher des Agrar-Ingenieurs Hans-Thomas Bosch dar. In den Werken Kronenpflege alter Obsthochstämme (2010) sowie der erweiterten Auflage Naturgemäße Kronenpflege am Obsthochstamm (2016) zeigt Bosch anhand von Fotofolgen die Entwicklung der nach Oeschbergprinzipien geschnittenen großkronigen Bäume über einen Zeitraum von bis zu 10 Jahren auf. Eine weitere Dokumentation zur Jungbaumerziehung wurde von Rudolf Thaler erstellt und bis 2019 jährlich aktualisiert (Stand April 2024).
Spreng definierte die Aufteilung des Kronenholzes und funktionelle Trennung zwischen „auf Dauer angelegtem Kronengerüst“ und „stetig erneuerbarem Fruchtholz“ und entwickelte damit eine Systematik zur naturgemäßen und dennoch rationellen und reproduzierbaren Kronengestaltung.
Im Erwerbsobstbau verliert der Anbau großkroniger Obstbäume seit Mitte des 20. Jahrhunderts stark an Bedeutung. Die Erzeugung von hochwertigem Tafelobst unter intensivem Pflanzenschutz in monokulturellen Niederstammplantagen und kleinkronige Erziehungsformen wie der Spindelbusch auf schwachwüchsigen Wurzelunterlagen sind weit verbreitet. Gleichzeitig findet speziell im Verwertungsbereich eine Renaissance des hochstämmigen Streuobstbaus statt. Dies hängt auch mit der Bedeutung des Hochstammes für Naturschutz, die vielfältigen alten Obstsorten sowie das Landschaftsbild zusammen.
In der Veröffentlichung „Standards der Obstbaumpflege“ wird der Oeschbergschnitt als Anwendungsbeispiel verwendet.

## Videos
- Obstbaum richtig schneiden, Oeschberg-Palmer-Schnitt für Obstbäume - Praxisteil
- Obstbaum richtig schneiden, Oeschberg-Palmer-Schnitt für Obstbäume - Theorieteil